# Acetato di bario
L'acetato di bario è il sale di bario dell'acido acetico.
A temperatura ambiente, si presenta come un solido bianco, quasi inodore. È un composto irritante per ingestione e inalazione.